# Баодин
Баодин е град и административен район в провинция Хъбей, Североизточен Китай. Населението му е 1 665 360 жители, а в Баодинския административен район живеят 11 194 382 жители (2010 г.). Баодинския административен район се състои от 3 общински района, 4 окръжни града и 18 окръга. Средната годишна температура е около 13 градуса по Целзий. Намира се на 25 м н.в., а най-ниската му точка е на 7 м н.в. Землището на града е разположено на част от Севернокитайската равнина – най-голямата алувийна равнина в Източна Азия.

## Побратимени градове
- Шарлът (Северна Каролина, САЩ)